# Municipio de Cottonwood (condado de Nance)
El municipio de Cottonwood (en inglés: Cottonwood Township) es un municipio ubicado en el condado de Nance en el estado estadounidense de Nebraska. En el año 2010 tenía una población de 73 habitantes y una densidad poblacional de 0,61 personas por km².

## Geografía
El municipio de Cottonwood se encuentra ubicado en las coordenadas 41°20′9″N 98°13′30″O / 41.33583, -98.22500. Según la Oficina del Censo de los Estados Unidos, el municipio tiene una superficie total de 120.64 km², de la cual 118,42 km² corresponden a tierra firme y (1,84 %) 2,22 km² es agua.

## Demografía
Según el censo de 2010, había 73 personas residiendo en el municipio de Cottonwood. La densidad de población era de 0,61 hab./km². De los 73 habitantes, el municipio de Cottonwood estaba compuesto por el 98,63 % blancos y el 1,37 % eran de una mezcla de razas. Del total de la población el 1,37 % eran hispanos o latinos de cualquier raza.